# شوقي بوقلية
شوقي بوقلية ( بالفرنسية: Chawki Bouglia) هو ممثل كوميدي وأستاذ مسرحي تونسي .

## حياته
هو أستاذ بالمعاهد الثانوية مختص في المادة المسرحية.
في 2015، التحق رسميا الممثل شوقي بفرقة الإذاعة الوطنية تمكنت مصلحة الدراما من إنتاج ثلاثة أعمال احدها موجه للأطفال واثنين للكبار.
إبنه هو محمد إسلام بوقلية و هو دراج هوائي تونسي، أصبح متسابق سباق ثلاثي بارالمبي بعد حادث مرور تعرض له.
زار وزير الشباب والرياضة ماهر بن ضياء إبنه ونقل الوزير بالمناسبة تمنيات رئيس الحكومة الحبيب الصيد بالشفاء العاجل كمأ أوصى بن ضياء بتوفير الرعاية الضرورية لمحمد إسلام قصد تجاوز متاعبه الصحية واستعادة عافيته مجدّدا.

## أعماله

### السينما
- 1996: صابرية لعبد الرحمان سيساكو بدور يوسف
- 2006: التلفزة جاية لالمنصف ذويب

### التلفزيون

#### المسلسلات
- 1994-2003: الكاميرا الخفية لرؤوف كوكة
- 1996: الخطاب على الباب (ضيف شرف الحلقة 8 من الجزء 2) لصلاح الدين الصيد : العرّاف بوڨربيطة
- 1997: باب الخوخة لعبد الجبار البحوري ومحمد صالح الجابري وسمير عيادي
- 1999-2000: إضحك للدنيا لعبد الرزاق الحمامي والطاهر الفازع بدور محمد
- 2000: يازهرة في خيالي لعبد القادر الجربي
- 2004-2005: يامسهرني لالمنصف ذويب
- 2005: شوفلي حل لصلاح الدين الصيد وعبد القادر الجربي (ضيف شرف الحلقة 4 من الموسم 1 والحلقة 9 من الموسم 4 والحلقة 8 من الموسم 5 والحلقة 15 من الموسم 6) بدور شلبي
- 2010: من أيام مليحة لعبد القادر الجربي
- 2012: شبيك لبيك لعصام بوقرة
- 2013: كاميرا كافيه لإبراهيم اللطيف (ضيف شرف)
- 2015: النوري لايت (مسلسل إذاعي) لعماد بن عمارة ولطفي العكرمي بدور الطاهر
- 2014-2015: سكول لرانيا القابسي وزياد اليتيم بدور سي البنزرتي أستاذ الكيمياء
- 2015-2017: نسيبتي العزيزة لصلاح الدين الصيد ويونس الفارحي (ضيف شرف الحلقات 4 و5 و10 و20 من الموسم 6 والحلقة 14 من الموسم 7 والحلقات 16 و17 و19 من الموسم 8) بدور سي بوعلي
- 2016:
  - آش بيه معاليه؟ لالمنجي الفرحاني وبلڨاسم البريكي بدور الزاهي
  - بوليس حالة عادية لمجدي السميري (ضيفة شرف الحلقة 1 من الموسم 2) بدور المولدي الحشايشي
  - ديما أصحاب لعبد القادر الجربي بدور صالح
- 2017: البانكة العريانة (مسلسل إذاعي) لمحمد السياري ومحمد المي
- 2017: بوليس حالة عادية لمجدي السميري وجميل النجار (ضيف شرف الجزء الثاني)
- 2018: دار العجب (سيتكوم) لمحمد إقبال شقشم بدور سالم سناجق
- 2019: نوبة (الموسم 1) لعبد الحميد بوشناق بدور توفيق
- 2021: كان يا ما كانش لعبد الحميد بوشناق بدور داموس
- 2024: مهارة على عمار لزياد ليتيم (ضيف شرف الحلقة 4) بدور مريض نفسي.

#### فوازير
- 1994: فوانيس لرؤوف كوكة
- 1996: سندرلا لرؤوف كوكة ولمياء الدبابي كوكة
- 1996: من بعد طول العشرة لرؤوف كوكة

#### البرامج التلفزية
- 2003: يامسهرني بدور صاليح
- 1996: سندرلا لرؤوف كوكة ولمياء الدبابي كوكة
- 1996: من بعد طول العشرة لرؤوف كوكة

## وصلات خارجية
شوقي بوقلية على موقع IMDb (الإنجليزية)
- شوقي بوقلية على موقع قاعدة بيانات الأفلام العربية

لم يتم العثور على روابط لمواقع التواصل الاجتماعي.